# Вернёй, Жак
Жюль Фредерик Жак Вернёй (фр. Jules Frédérick Jacques Verneuil; 29 сентября 1899, Коз, Приморская Шаранта — 9 марта 1982, Сен-Мишель, Шаранта) — французский политический деятель, сенатор от департамента Приморская Шаранта (1955—1980).

## Биография
Родился 29 сентября 1899 года в коммуне Коз, департамент Приморская Шаранта, Франция.
Вернёй на протяжении нескольких лет ищучпл агрономию в Монпелье, а после окончания обучения возглавил семейное фермерское хозяйство. В 1928 году он вступил в «Радикальную партию», а три года спустя был избран в Совет департамента. В годы Второй мировой войны он принимал участие в ряде военных операций, за что был удостоен медали Сопротивления.
В июле 1951 года он вступил в должность депутата Национального собрания Франции от 2-го избирательного округа Приморской Шаранты, пробыв на этом посту четыре года. В январе 1955 года он был избран в Сенат Франции от своего департамента. В 1980 году Вернёй принял решение не выдвигать свою кандидатуру на переизбрание, после чего на посту сенатора его сменил Стефан Бондюэль.
Скончался 9 марта 1982 года в городе Сен-Мишель, департамент Шаранта, в возрасте 82 лет.